# تپه گرگلان ۱
تپه گرگلان ۱ مربوط به مس و سنگ است و در شهرستان دالاهو، بخش مرکزی، دهستان بیونیج، ۱/۸ کیلومتری غرب روستای ده جامی واقع شده و این اثر در تاریخ ۲۶ اسفند ۱۳۸۶ با شمارهٔ ثبت ۲۱۷۷۱ به‌عنوان یکی از آثار ملی ایران به ثبت رسیده است.